# ČSAD Slaný
ČSAD Slaný is een Tsjechische vervoersmaatschappij uit Slaný die het vervoer in delen van de regio's Midden-Bohemen, Ústí nad Labem en Liberec verzorgt.

## Busvervoer
ČSAD Slaný werd op 1 januari 1994 opgericht. Sinds 2000 is het bedrijf een dochteronderneming van vervoersconglomeraat ICOM transport. In 2017 begon de maatschappij een deel van de verbindingen van PID te exploiteren. Ook werd begonnen met integratie in de (computer- en informatie)systemen van PID. In 2020 werd dit afgerond.
Het regionale busvervoer in de regio Slaný wordt zonder aanbestedingsprocedure uitgevoerd door ČSAD Slaný. Andere vervoerders in de regio Midden-Bohemen zijn onder meer PID, Transdev Střední Čechy, Arriva Střední Čechy, ČSAD MHD Kladno en Valenta BUS. Sinds 1 februari 2023 verzorgt ČSAD Slaný ook het openbaar vervoer in Jablonec nad Nisou.

### Geschiedenis
Tot eind 2013 exploiteerde ČSAD Slaný het stadsvervoer in Slaný, bestaande uit twee buslijnen. Per 1 januari 2014 neemt ČSAD MHD Kladno de exploitatie aldaar voor zijn rekening.

## Vloot
ČSAD Slaný beschikt over een grote vloot bussen van Mercedes-Benz, met name Mercedes-Benz Intouro's, maar ook een aantal Setra S 415 LE Business- en Iveco Crossway LE-bussen. De rest van het wagenpark bestaat uit bussen van Karosa, Rošero (meer bepaald de Rošero First) en SOR. In 2021 kwamen er 21 Setra S 418 LE Business-bussen bij, evenals 7 Iveco Crossway LE Line- en nog eens 11 Setra S 415 LE Business-bussen. Laatstgenoemde bussen rijden sinds 1 december 2021 op voorstadslijnen van Teplice met een kleurstelling gelijk aan die van het andere vervoer in de regio Ústí nad Labem.
Diverse bussen zijn voorzien van logo's van moederbedrijf ICOM transport.

## Galerij

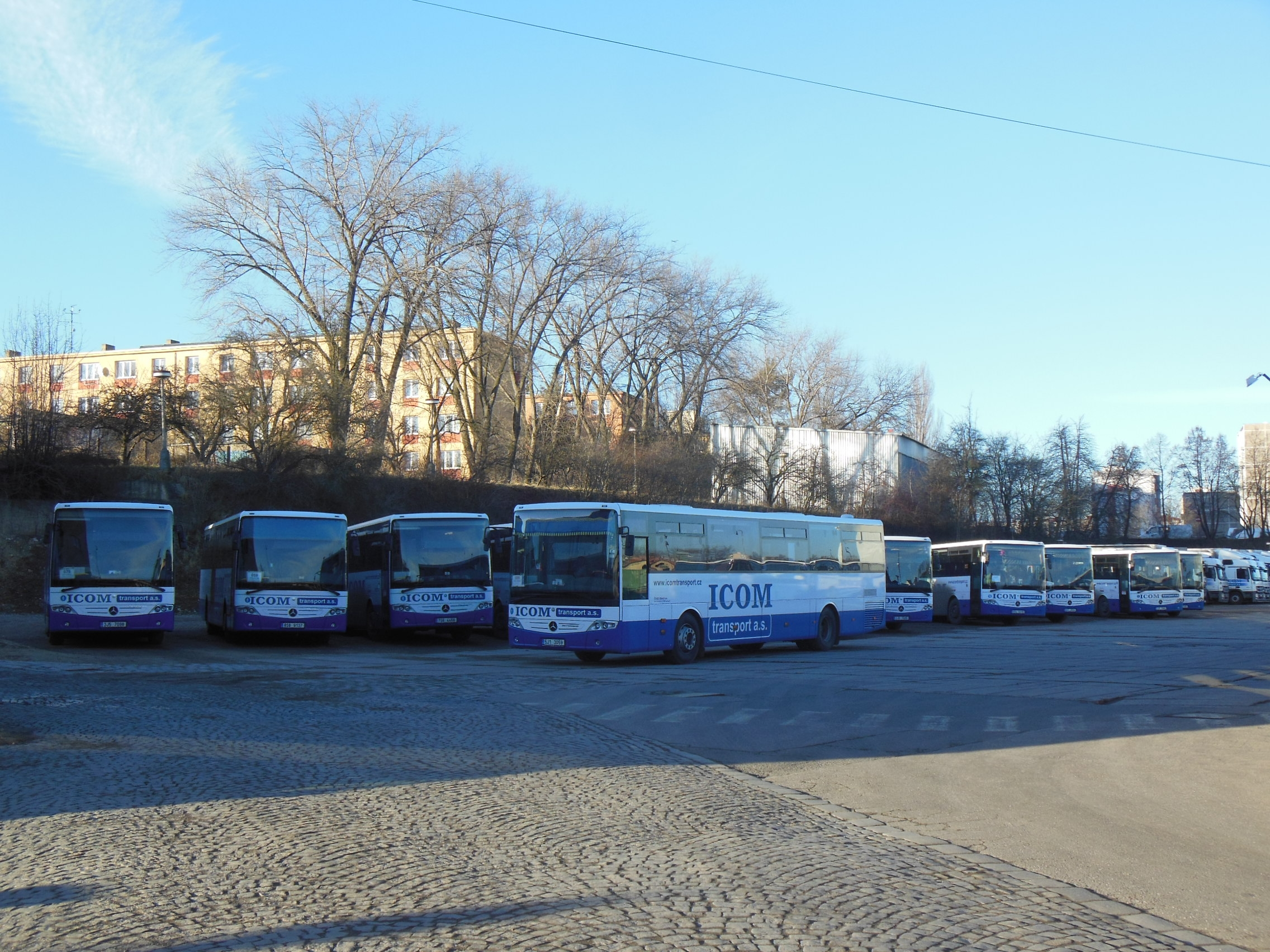
Mercedes-Benz Intouro-bussen van ČSAD Slaný
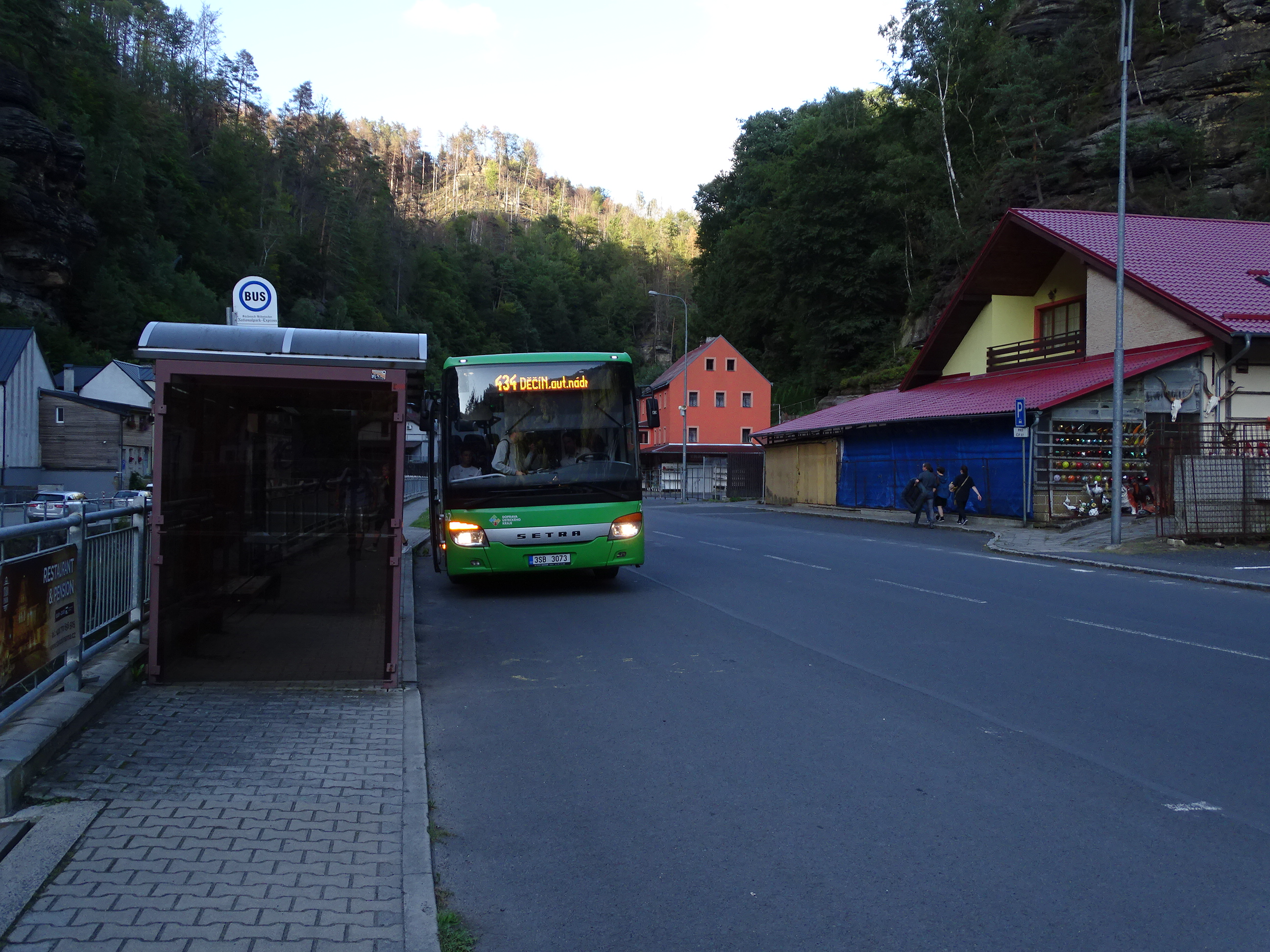
Setra S41x-bus van ČSAD Slaný